# Intel Xeon (Cascade Lake)
Die Intel-Xeon-Serie auf Basis der Intel-Cascade-Lake-Mikroarchitektur ist eine Familie von 64-Bit-Mikroprozessoren für Server und Workstations von Intel. Diese Mehrkernprozessoren mit 4 bis 28 (SP) Kernen stellen die Nachfolger der Intel-Skylake-Mikroarchitektur-basierten Intel-Xeon-Skylake-Prozessoren dar.

## Xeon Scalable Prozessor Generation 2

Blockschaltbild eines Purley-2-Sockel-Systems

Die Cascade-Lake-Generation der Scalable Prozessoren wurde für die Intel Purley-Serverplattform entwickelt, d. h. sie ist Sockel-kompatibel zu den Skylake-basierten Scalable Prozessoren, hat damit den Sockel P oder Sockel 3647, 6 DDR4-Hauptspeicherkanäle und 2 oder 3 UPI-Links. Bei den DDR4-Modulen werden Module mit einer Größe bis zu 256 GByte unterstützt, der maximale Hauptspeicherausbau reicht damit bis zu 3 TByte pro Prozessor bei den L- und M-Varianten.
Jeder Prozessor unterstützt unverändert gegenüber der Skylake-Generation bis zu 48 PCI-3.0-Lanes.
Fertigungstechnisch gibt es die bereits von der Skylake-Generation bekannten drei Dies:
- Extreme Core Count (XCC): Kerne in 5×6-Anordnung, bis 28 Cores, drei UPI-Verbindungen
- High Core Count (HCC): Kerne in 4×5-Anordnung, bis 18 Cores, zwei UPI-Verbindungen
- Low Core Count (LCC): Kerne in 3×4-Anordnung, bis 10 Cores, zwei UPI-Verbindungen

Die anderen Varianten werden durch Test und Selektion gewonnen, defekte Kerne ggf. abgeschaltet, um die Ausbeute zu erhöhen.
Das Namensschema mit den Bezeichnungen Bronze, Silber, Gold und Platinum wird von der ersten SP-Generation übernommen.
| Name                | erschienen? | Release- Datum | Kerne | Max. Turbotakt | Grundtakt | L3-Cache | TDP   | UPI-Links | Sockel (max.) | RAM/Sockel (max.) |
| ------------------- | ----------- | -------------- | ----- | -------------- | --------- | -------- | ----- | --------- | ------------- | ----------------- |
| Xeon Platinum 8280M | Ja          | Q2 19          | 28    | 4,0 GHz        | 2,7 GHz   | 39 MB    | 205 W | 3         | 8             | ?                 |
| Xeon Platinum 8280L | Ja          | Q2 19          | 28    | 4,0 GHz        | 2,7 GHz   | 39 MB    | 205 W | 3         | 8             | ?                 |
| Xeon Platinum 8280  | Ja          | Q2 19          | 28    | 4,0 GHz        | 2,7 GHz   | 39 MB    | 205 W | 3         | 8             | ?                 |
| Xeon Platinum 8276M | Ja          | Q2 19          | 28    | 4,0 GHz        | 2,2 GHz   | 39 MB    | 165 W | 3         | 8             | ?                 |
| Xeon Platinum 8276L | Ja          | Q2 19          | 28    | 4,0 GHz        | 2,2 GHz   | 39 MB    | 165 W | 3         | 8             | ?                 |
| Xeon Platinum 8276  | Ja          | Q2 19          | 28    | 4,0 GHz        | 2,2 GHz   | 39 MB    | 165 W | 3         | 8             | ?                 |
| Xeon Platinum 8270  | Ja          | Q2 19          | 26    | 4,0 GHz        | 2,7 GHz   | 36 MB    | 205 W | 3         | 8             | ?                 |
| Xeon Platinum 8268  | Ja          | Q2 19          | 24    | 3,9 GHz        | 2,9 GHz   | 36 MB    | 205 W | 3         | 8             | ?                 |
| Xeon Platinum 8260Y | Ja          | Q2 19          | 24    | 3,9 GHz        | 2,4 GHz   | 36 MB    | 165 W | 3         | 8             | ?                 |
| Xeon Platinum 8260M | Ja          | Q2 19          | 24    | 3,9 GHz        | 2,4 GHz   | 36 MB    | 165 W | 3         | 8             | 2 TB              |
| Xeon Platinum 8260L | Ja          | Q2 19          | 24    | 3,9 GHz        | 2,4 GHz   | 36 MB    | 165 W | 3         | 8             | ?                 |
| Xeon Platinum 8260  | Ja          | Q2 19          | 24    | 3,9 GHz        | 2,4 GHz   | 36 MB    | 165 W | 3         | 8             | 1 TB              |
| Xeon Platinum 8256  | Ja          | Q2 19          | 04    | 3,9 GHz        | 3,8 GHz   | 17 MB    | 105 W | 3         | 8             | ?                 |
| Xeon Platinum 8253  | Ja          | Q2 19          | 16    | 3,0 GHz        | 2,2 GHz   | 22 MB    | 125 W | 3         | 8             | ?                 |
| Xeon Gold 6262V     | geplant     | Q2 19          | 24    | 3,6 GHz        | 1,9 GHz   | 33 MB    | 135 W | 3         | 4             | 1 TB              |
| Xeon Gold 6254      | Ja          | Q2 19          | 18    | 4,0 GHz        | 3,1 GHz   | 25 MB    | 200 W | 3         | 4             | 1 TB              |
| Xeon Gold 6252N     | geplant     | Q2 19          | 24    | 3,6 GHz        | 2,3 GHz   | 36 MB    | 150 W | 3         | 4             | 1 TB              |
| Xeon Gold 6252      | Ja          | Q2 19          | 24    | 3,7 GHz        | 2,1 GHz   | 36 MB    | 150 W | 3         | 4             | 1 TB              |
| Xeon Gold 6248      | Ja          | Q2 19          | 20    | 3,9 GHz        | 2,5 GHz   | 28 MB    | 150 W | 3         | 4             | 1 TB              |
| Xeon Gold 6246      | geplant     | Q2 19          | 12    | 4,2 GHz        | 3,3 GHz   | 25 MB    | 165 W | 3         | 4             | 1 TB              |
| Xeon Gold 6244      | Ja          | Q2 19          | 08    | 4,4 GHz        | 3,6 GHz   | 25 MB    | 150 W | 3         | 4             | 1 TB              |
| Xeon Gold 6242      | Ja          | Q2 19          | 16    | 3,9 GHz        | 2,8 GHz   | 22 MB    | 150 W | 3         | 4             | 1 TB              |
| Xeon Gold 6240Y     | Ja          | Q2 19          | 18    | 3,9 GHz        | 2,6 GHz   | 25 MB    | 150 W | 3         | 4             | 1 TB              |
| Xeon Gold 6240M     | geplant     | Q2 19          | 18    | 3,9 GHz        | 2,6 GHz   | 25 MB    | 150 W | 3         | 4             | 2 TB              |
| Xeon Gold 6240L     | geplant     | Q2 19          | 18    | 3,9 GHz        | 2,6 GHz   | 25 MB    | 150 W | 3         | 4             | 4,5 TB            |
| Xeon Gold 6240      | Ja          | Q2 19          | 18    | 3,9 GHz        | 2,6 GHz   | 25 MB    | 150 W | 3         | 4             | 1 TB              |
| Xeon Gold 6238T     | Ja          | Q2 19          | 22    | 3,7 GHz        | 1,9 GHz   | 30 MB    | 125 W | 3         | 4             | 1 TB              |
| Xeon Gold 6238M     | geplant     | Q2 19          | 22    | 3,7 GHz        | 2,1 GHz   | 30 MB    | 140 W | 3         | 4             | 2 TB              |
| Xeon Gold 6238L     | geplant     | Q2 19          | 22    | 3,7 GHz        | 2,1 GHz   | 30 MB    | 140 W | 3         | 4             | 4,5 TB            |
| Xeon Gold 6238      | geplant     | Q2 19          | 22    | 3,7 GHz        | 2,1 GHz   | 30 MB    | 140 W | 3         | 4             | 1 TB              |
| Xeon Gold 6234      | geplant     | Q2 19          | 08    | 4,0 GHz        | 3,3 GHz   | 25 MB    | 130 W | 3         | 4             | 1 TB              |
| Xeon Gold 6230T     | geplant     | Q2 19          | 20    | 3,9 GHz        | 2,1 GHz   | 28 MB    | 125 W | 3         | 4             | 1 TB              |
| Xeon Gold 6230N     | geplant     | Q2 19          | 20    | 3,9 GHz        | 2,3 GHz   | 28 MB    | 125 W | 3         | 4             | 1 TB              |
| Xeon Gold 6230      | Ja          | Q2 19          | 20    | 3,9 GHz        | 2,1 GHz   | 28 MB    | 125 W | 3         | 4             | 1 TB              |
| Xeon Gold 6226R     | Ja          | Q2 19          | 16    | 3,9 GHz        | 2,9 GHz   | 22 MB    | 150 W | 2         | 4             | 1 TB              |
| Xeon Gold 6226      | geplant     | Q2 19          | 12    | 3,7 GHz        | 2,7 GHz   | 19 MB    | 125 W | 3         | 4             | 1 TB              |
| Xeon Gold 6222V     | geplant     | Q2 19          | 20    | 3,6 GHz        | 1,8 GHz   | 28 MB    | 115 W | 3         | 4             | 1 TB              |
| Xeon Gold 5222      | Ja          | Q2 19          | 04    | 3,9 GHz        | 3,8 GHz   | 17 MB    | 105 W | 2         | 4             | 1 TB              |
| Xeon Gold 5220T     | geplant     | Q2 19          | 18    | 3,9 GHz        | 1,9 GHz   | 25 MB    | 105 W | 2         | 4             | 1 TB              |
| Xeon Gold 5220S     | geplant     | Q2 19          | 18    | 3,9 GHz        | 2,7 GHz   | 25 MB    | 125 W | 2         | 4             | 1 TB              |
| Xeon Gold 5220      | Ja          | Q2 19          | 18    | 3,9 GHz        | 2,2 GHz   | 25 MB    | 125 W | 2         | 4             | 1 TB              |
| Xeon Gold 5218T     | geplant     | Q2 19          | 16    | 3,8 GHz        | 2,1 GHz   | 22 MB    | 105 W | 2         | 4             | 1 TB              |
| Xeon Gold 5218N     | Ja          | Q2 19          | 16    | 3,7 GHz        | 2,3 GHz   | 22 MB    | 105 W | 2         | 4             | 1 TB              |
| Xeon Gold 5218B     | Ja          | Q2 19          | 16    | 3,9 GHz        | 2,3 GHz   | 22 MB    | 125 W | 2         | 4             | 1 TB              |
| Xeon Gold 5218      | Ja          | Q2 19          | 16    | 3,9 GHz        | 2,3 GHz   | 22 MB    | 125 W | 2         | 4             | 1 TB              |
| Xeon Gold 5217      | Ja          | Q2 19          | 08    | 3,7 GHz        | 3,0 GHz   | 11 MB    | 115 W | 2         | 4             | 1 TB              |
| Xeon Gold 5215M     | Ja          | Q2 19          | 10    | 3,4 GHz        | 2,5 GHz   | 14 MB    | 085 W | 2         | 4             | 2 TB              |
| Xeon Gold 5215L     | Ja          | Q2 19          | 10    | 3,4 GHz        | 2,5 GHz   | 14 MB    | 085 W | 2         | 4             | 4,5 TB            |
| Xeon Gold 5215      | Ja          | Q2 19          | 10    | 3,4 GHz        | 2,5 GHz   | 14 MB    | 085 W | 2         | 4             | 1 TB              |
| Xeon Silver 4216    | Ja          | Q2 19          | 16    | 3,2 GHz        | 2,1 GHz   | 22 MB    | 100 W | 2         | 2             | 1 TB              |
| Xeon Silver 4215    | Ja          | Q2 19          | 08    | 3,5 GHz        | 2,5 GHz   | 11 MB    | 085 W | 2         | 2             | 1 TB              |
| Xeon Silver 4214Y   | Ja          | Q2 19          | 12    | 3,2 GHz        | 2,2 GHz   | 17 MB    | 085 W | 2         | 2             | 1 TB              |
| Xeon Silver 4214    | Ja          | Q2 19          | 12    | 3,2 GHz        | 2,2 GHz   | 17 MB    | 085 W | 2         | 2             | 1 TB              |
| Xeon Silver 4210    | Ja          | Q2 19          | 10    | 3,2 GHz        | 2,2 GHz   | 14 MB    | 085 W | 2         | 2             | 1 TB              |
| Xeon Silver 4209T   | Ja          | Q2 19          | 08    | 3,2 GHz        | 2,2 GHz   | 11 MB    | 070 W | 2         | 2             | 1 TB              |
| Xeon Silver 4208    | Ja          | Q2 19          | 08    | 3,2 GHz        | 2,1 GHz   | 11 MB    | 085 W | 2         | 2             | 1 TB              |
| Xeon Bronze 3204    | Ja          | Q2 19          | 06    | 1,9 GHz        | 1,9 GHz   | 08 MB    | 085 W | 2         | 2             | 1 TB              |

## Xeon Scalable Prozessor – Advanced Performance

Verbindung der einzelnen "Dies" mit UPI-Links

Zusätzlich zu den Sockel-P Prozessoren erscheint eine Advanced Performance-Version (Modellnummern 92xx) der Scalable Prozessoren. Diese Prozessoren bestehen aus einem Multi-Chip-Modul mit zwei XCC-"Dies", die mit einem UPI-Link intern verbunden sind. Alle 2 × 6 DDR4-Hauptspeicherkanäle sind mit einem Ball-Grid-Array-Lötsockel mit 5903 Kontakten herausgeführt. Diese Prozessoren passen nicht in die Purley-Server-Plattform, zum Starttermin dokumentiert Intel eigene Hauptplatinen mit der Bezeichnung S9200WK mit zwei Prozessoren je Hauptplatine. Schaltungstechnisch gleichen diese 4-Sockel-SP-Maschinen, jedes "Die" ist mit jedem anderen über einen UPI-Link verbunden, 24 DIMM-Steckplätze für Hauptspeicher sind vorhanden. Die Kühler müssen mittels Luft- oder Flüssigkeitskühlung bis zu 400 Watt Verlustleistung je Sockel abführen.
| Name               | erschienen? | Release- Datum | Kerne | Max. Turbotakt | Grundtakt | L3-Cache | TDP   | UPI-Links | Sockel (max.) | RAM/Sockel (max.) |
| ------------------ | ----------- | -------------- | ----- | -------------- | --------- | -------- | ----- | --------- | ------------- | ----------------- |
| Xeon Platinum 9282 | Ja          | Q2 19          | 56    | 3,8 GHz        | 2,6 GHz   | 77 MB    | 400 W | 2 (3)     | 2             | ?                 |
| Xeon Platinum 9242 | Ja          | Q2 19          | 48    | 3,8 GHz        | 2,3 GHz   | 71,5 MB  | 350 W | 2 (3)     | 2             | ?                 |
| Xeon Platinum 9222 | ?           | Q2 19          | 32    | 3,7 GHz        | 2,3 GHz   | 71,5 MB  | 250 W | 2 (3)     | 2             | ?                 |
| Xeon Platinum 9221 | ?           | Q2 19          | 32    | 3,7 GHz        | 2,1 GHz   | 71,5 MB  | 250 W | 2 (3)     | 2             | ?                 |

Die Entwicklung dieser Varianten dürfte auf die Konkurrenz durch die AMD-Epyc-Rome-Generation mit bis zu 64 Kernen zurückzuführen sein, damit Intel weiterhin den "Prozessor" mit dem höchsten Durchsatz vorweisen kann.

## Xeon W-3200
Die Xeon W-Prozessoren der Modellreihe 3200 sind die Nachfolger eines einzigen Modelles aus der Skylake-Generation, dem "Xeon W-3175X"-Prozessor mit dem Server-Sockel LGA-3647. Sie sind technisch weitgehend mit Scalable-ProZessoren der Cascade-Lake Generation gleich.
Xeon W-3200 ist für High-End-Workstations mit externer Grafikkarte gedacht. Die Anzahl der LGA-3647-Sockel je Rechner ist auf 1 begrenzt. Demzufolge gibt es keine UPI-Links und keine Intel Omni-Path-Verbindungen.
Während der direkte Vorgänger Xeon W-21xx aus der Xeon-Skylake-Generation noch einen eigenen Sockel (LGA-2066) verwendete, wird hier der Server-Sockel der Scalable-Prozessoren (Server-Prozessoren) mit 6 Hauptspeicherkanälen verwendet.
Alle Xeon W-3200-Prozessoren haben zwei AVX-512-FMA-Einheiten und unterstützen 1 TByte, drei "M" (Memory) Varianten sogar 2 TByte Hauptspeicher.
Diese Prozessoren unterscheiden sich von den Scalable-Prozessoren nur dadurch, dass Optane Memory-Module nicht unterstützt werden, einen etwas höheren, Turbo Boost Max 3.0 genannten Turbo-Takt und die PCIe 3.0-Leitungen, die für Intel Omni-Path-Verbindungen reservierten Leitungen hier zusätzlich zur Verfügung stehen, maximal also 64 Leitungen, und damit mehr als bei den Scalable ProZessor-Varianten.
Als Chipsatz dient die C620-Serie (Lewisburg) und damit ebenfalls die gleiche wie bei den Scalable-Prozessoren.
| Name                   | Release- Datum | Kerne | Max. Turbotakt | Grundtakt | L3-Cache | TDP   |
| ---------------------- | -------------- | ----- | -------------- | --------- | -------- | ----- |
| Xeon W-3275M           | Q2 19          | 28    | 4,4 GHz        | 2,5 GHz   | 38½ MB   | 205 W |
| Xeon W-3275            | Q2 19          | 28    | 4,4 GHz        | 2,5 GHz   | 38½ MB   | 205 W |
| Xeon W-3265M           | Q2 19          | 24    | 4,4 GHz        | 2,7 GHz   | 33 MB    | 205 W |
| Xeon W-3265            | Q2 19          | 24    | 4,4 GHz        | 2,7 GHz   | 33 MB    | 205 W |
| Xeon W-3245M           | Q2 19          | 16    | 4,4 GHz        | 3,2 GHz   | 22 MB    | 205 W |
| Xeon W-3245            | Q2 19          | 16    | 4,4 GHz        | 3,2 GHz   | 22 MB    | 205 W |
| Xeon W-3235            | Q2 19          | 12    | 4,4 GHz        | 3,3 GHz   | 19¼ MB   | 180 W |
| Xeon W-3225            | Q2 19          | 08    | 4,3 GHz        | 3,7 GHz   | 16½ MB   | 160 W |
| Xeon W-3223            | Q2 19          | 08    | 4,0 GHz        | 3,5 GHz   | 16½ MB   | 160 W |
| Xeon W-3175X (Skylake) | Q4 18          | 28    | 3,8 GHz        | 3,1 GHz   | 38½ MB   | 255 W |

## Xeon W-2200
Nach der Xeon W 3200-Baureihe bringt Intel im Oktober 2019 die Baureihe 2200 heraus,
die ein direkter Nachfolger der zur Skylake - Generation gehörenden W-2100-Baureihe ist.
Damit werden nun gleichzeitig drei Xeon-Workstation CPU-Baureihen verkauft:
- Xeon W-3200: Cascade-Lake Server-CPUs für Ein-Prozessor-Systeme mit bis zu 28 Kernen und Server-Sockel LGA3647 und 6 DDR4-Hauptspeicherkanälen
- Xeon W-2200: Cascade-Lake Server-CPUs (bis High-Core-Count 18 Kerne) mit Sockel LGA2066  und 4 DDR4-Hauptspeicherkanälen
- Xeon E-2200: Coffee-Lake-Refresh Core-CPUs mit bis zu 8 Kernen und integrierter Prozessorgrafik, Sockel LGA1151v2 oder FCBGA1440 und 2 DDR4-Hauptspeicherkanälen

Gemeinsam sind allen drei Baureihen nur noch der Markenname Xeon und die Verwendung von ECC-Hautptspeichermodulen.
Eine Produktableitung der Xeon W-2200-Baureihe ist die Core-X-Cascade Lake-X Serie.
| Name        | Release- Datum | Kerne | Max. Turbotakt | Grundtakt | L3-Cache | TDP   |
| ----------- | -------------- | ----- | -------------- | --------- | -------- | ----- |
| Xeon W-2295 | Q4 19          | 18    | 4,6 GHz        | 3,0 GHz   | 24¾ MB   | 165 W |
| Xeon W-2275 | Q4 19          | 14    | 4,6 GHz        | 3,3 GHz   | 19¼ MB   | 165 W |
| Xeon W-2265 | Q4 19          | 12    | 4,6 GHz        | 3,5 GHz   | 19¼ MB   | 165 W |
| Xeon W-2255 | Q4 19          | 10    | 4,5 GHz        | 3,7 GHz   | 19¼ MB   | 165 W |
| Xeon W-2245 | Q4 19          | 08    | 4,5 GHz        | 3,9 GHz   | 16½ MB   | 155 W |
| Xeon W-2235 | Q4 19          | 06    | 4,6 GHz        | 3,8 GHz   | 08¼ MB   | 130 W |
| Xeon W-2225 | Q4 19          | 04    | 4,6 GHz        | 4,1 GHz   | 08¼ MB   | 105 W |
| Xeon W-2223 | Q4 19          | 04    | 3,9 GHz        | 3,6 GHz   | 08¼ MB   | 120 W |

Verwendet wird der C422-Chipsatz, die Prozessoren sind damit kompatibel zu Hauptplatinen für die Xeon W-2100-Baureihe.